# Denys (achternaam)
Denys is een Franse, Engelse en Vlaamse achternaam. De naam is een patroniem, afkomstig van de heiligennaam Dionysius. Enkele Engelse voorkomens van de familienaam kunnen ook een variant zijn van le Deneys, afkomstig uit Middelengels en Normandisch, en verwijzen naar de Denen (de Deense Vikingen).
Verwante familienamen zijn Denijs, De Nijs, Nijs en Nys.
In België komt de naam vooral in het westen van het land voor, in de provincie West-Vlaanderen. In Frankrijk komt de naam het meest voor in het noorden, in het Noorderdepartement en Pas-de-Calais.

## Bekende naamdragers
- Achiel Denys (1878-1933), Belgisch activist binnen de Vlaamse beweging
- André Denys (1948-2013), Belgisch politicus
- Damiaan Denys (1965), Belgisch filosoof, psychiater en hoogleraar
- Daniël Denys (1938-2008), Belgisch politicus
- Edmond Denys (1865-1923), Belgisch priester en auteur
- Ewout Denys (1987), Belgisch voetballer
- Eligius Denys (1875-1934), Belgisch politicus
- Frans Denys (ca. 1610-1670), Zuid-Nederlands kunstschilder
- Jacob Denys (II) (1644-na 1700), Zuid-Nederlands kunstschilder
- Jan Denys (-1567), Zuid-Nederlands geuzenkapitein
- Lieve Denys (1922-2012), Belgisch genealoge en feministe
- Nicolas Denys (ca. 1598-1688), Frans ontdekkingsreiziger en kolonist
- Pierre Denys de Montfort (1766-1820), Frans natuuronderzoeker
- Willem Denys (1911-1983), Belgisch schrijver en volkskundige